# Масалитин, Валерий Николаевич
Валерий Николаевич Масалитин (27 сентября 1966, Белгород, СССР) — советский и российский футболист, нападающий. Мастер спорта СССР (1989). Единственный форвард в СССР и России, кто забивал и 3, и 4, и 5 голов в одном матче.

## Биография
Начинал карьеру в команде «Салют» (Белгород).
В 1984 году призван в ряды Советской Армии, попал в ростовский СКА. В первом сезоне играл в высшей лиге чемпионата СССР (11 матчей), второй и третий сезоны в первой лиге чемпионата СССР (35 матчей, 14 голов) и (12 матчей, 5 голов) соответственно.
С 1987 — в составе в ЦСКА, который только что вышел в высшую лигу. В первом сезон в высшей лиге сыграл 15 матчей, забил 5 мячей. Тем не менее, команда заняла 15-е место и вылетела в первую лигу чемпионата СССР.
В сезоне 1988 года ЦСКА занял 3 место в лиге, Масалитин сыграл 33 матча, забил 16 мячей. На следующий команда заняла 1-е место, Масалитин стал лучшим бомбардиром команды.
В сезонах 1990 и 1991 годах сыграл 27 матчей, забил 15 голов. При этом первую половину 1990 года провел в голландском «Витессе».
Сезон 1992/93 начал в испанском «Бадахосе», но в клубе контракт с ним подписать отказались, сославшись на переизбыток нападающих. Чуть позже приехал на смотрины в чешскую «Сигму», но здесь от контракта отказался уже сам — не подошли финансовые условия, предложенные клубом.
С 1994 — в составе московского «Спартака». Однако в новой команде больше времени проводил в играх за дубль, а не в основе. Однако сыграл в финальном матче Кубка России 1994 года, став обладателем почетного трофея в составе «Спартака».
В сезоне 1996 года играл за команду «Черноморец» (Новороссийск) — 21 матч, забил 5 голов.
Летом 1997 года отправился играть вместе с Валерием Брошиным за «Копетдаг». До ноября 1997 успел забить 8 голов в чемпионате, был в числе лучших бомбардиров команды.
Из-за неправильно поставленного диагноза (гепатит) был вынужден пропустить ключевые матчи и в итоге покинуть клуб. Далее, в конце 1997 года переехал в Москву.
В 2001 вернулся в клуб «Салют-Энергия», где установил рекорд клуба по количеству голов за сезон — 23 гола в 34 матчах.
В чемпионатах СССР провел 53 матча, забил 20 голов. В чемпионатах России 47 матчей, 15 голов.
С сентября 2020 года — спортивный директор «Салюта». Покинул «Салют» в июне 2021 года

## Достижения

### Командные
- Чемпион СССР: 1991
- Обладатель Кубка СССР: 1991
- Обладатель Кубка России: 1994
- Обладатель Кубка Туркменистана: 1997 (забил гол в финале)
- Победитель первой лиги чемпионата СССР: 1989 (сыграл 39 матчей, забил 32 гола)
- Серебряный призёр чемпионата СССР: 1990
- В кубках СССР сыграл 17 матчей, забил 5 голов
- В кубках России сыграл 8 матчей

### Личные
- Лучший бомбардир Первой лиги СССР: 1989
- 6 сентября 1990 года повторил рекорд чемпионатов СССР, забив 5 мячей в ворота команды «Ротор» (счёт матча — 7:0)